# انری لاامه
انری لاامه (انگلیسی: Henri Laame; ۳۱ ژانویهٔ ۱۸۹۱ – تاریخ ورودی نامعتبر است) اهل بلژیک و از برندگان مدال‌های بازی‌های المپیک تابستانی  بود.